# Carl August von Seckendorf
Carl August Freiherr von Seckendorf (häufig auch Seckendorff; * 27. April 1774 auf Schloss Burleswagen; † 5. März 1828 in München) war ein deutscher Verwaltungsjurist und Oberkonsistorialpräsident der Evangelisch-Lutherischen Kirche in Bayern.

## Leben
Seckendorf, Spross des Geschlechtes Seckendorf wurde 1800 Assessor am Reichskammergericht in Wetzlar. Nach dessen Auflösung trat er 1806 in den bayerischen Dienst über und nahm 1807 die Stellung des Vizepräsidenten am Hofgericht Bamberg ein. Als dieses Gericht 1808 zum Appellationsgericht für den Mainkreis umgewandelt wurde, stieg er zum Präsidenten des Gerichts auf. 
Seckendorf wurde 1817 mit dem Titel Wirklicher Staatsrat in den Bayerischen Staatsrat berufen und im Bereich der Justiz angestellt. Im Jahr darauf, 1818, erhielt er zudem das Amt des Oberkonsistorialpräsident der Evangelisch-Lutherischen Kirche in Bayern. Er war der Erste, der diese Position in Bayern innehatte. Diese Stellung entspricht der des Landesbischofs heute. Gleichzeitig wurde er auch Mitglied des Bayerischen Reichsrats. Seine Amtszeit war davon geprägt, die wachsende Evangelische Kirche auch politisch entsprechend zur Geltung zu bringen. Bis zur Regierungsumbildung 1822 blieb er Staatsrat im ordentlichen Dienst. Anschließend verblieb er als Staatsrat im außerordentlichen Dienst.
Seckendorf wurde 1812 mit dem Großkreuz des Civil-Verdienst-Ordens der Bayerischen Krone geehrt.